# 粗糙棘猛水蚤
粗糙棘猛水蚤（学名：Attheyella crassa）为异足猛水蚤科棘猛水蚤属的动物。分布于整个亚洲、欧洲、非洲以及中国大陆的黑龙江等地，多生活于湖池、河沟等沿岸带的水草丛中。